# Stazione meteorologica di Casciana Terme
La stazione meteorologica di Casciana Terme è la stazione meteorologica di riferimento relativa alla località di Casciana Terme.

## Coordinate geografiche
La stazione meteorologica si trova nell'Italia centrale, in provincia di Pisa, nel comune di Casciana Terme, a 114 metri s.l.m. e alle coordinate geografiche 43°31′N 10°37′E .

## Dati climatologici
La media trentennale 1961-1990 indica una temperatura media del mese più freddo, gennaio, di +5,9 °C ed una temperatura media dei mesi più caldi, luglio e agosto, di +23,3 °C
.
| CASCIANA TERME     | Mesi | Mesi | Mesi | Mesi | Mesi | Mesi | Mesi | Mesi | Mesi | Mesi | Mesi | Mesi | Stagioni | Stagioni | Stagioni | Stagioni | Anno |
| CASCIANA TERME     | Gen  | Feb  | Mar  | Apr  | Mag  | Giu  | Lug  | Ago  | Set  | Ott  | Nov  | Dic  | Inv      | Pri      | Est      | Aut      | Anno |
| ------------------ | ---- | ---- | ---- | ---- | ---- | ---- | ---- | ---- | ---- | ---- | ---- | ---- | -------- | -------- | -------- | -------- | ---- |
| T. max. media (°C) | 9,7  | 10,7 | 13,7 | 18,0 | 22,6 | 26,3 | 29,6 | 29,1 | 26,1 | 20,8 | 15,0 | 11,6 | 10,7     | 18,1     | 28,3     | 20,6     | 19,4 |
| T. min. media (°C) | 2,1  | 2,5  | 5,2  | 8,2  | 11,6 | 15,2 | 17,1 | 17,4 | 14,5 | 10,6 | 6,6  | 3,8  | 2,8      | 8,3      | 16,6     | 10,6     | 9,6  |